# Wołowycia (obwód czernihowski)
Wołowycia (ukr. Воловиця) – wieś na Ukrainie, w obwodzie czernihowskim, w rejonie nieżyńskim, w hromadzie Komariwka. W 2001 liczyła 450 mieszkańców, spośród których 448 wskazało jako ojczysty język ukraiński, a 2 rosyjski.